# 주세페 비아바
주세페 비아바(이탈리아어: Giuseppe Biava, 1977년 5월 8일 ~ )는 이탈리아의 전 축구 선수이다.

## 수상
라치오
- 코파 이탈리아: 2012–13